# Klášter Göttweig
Klášter Göttweig (česky Kotvík) je mužský benediktinský klášter, který stojí na návrší, jež je výběžkem pahorkatiny Donausteinerwald, nad obcí Furth na jižním břehu Dunaje nedaleko dolnorakouské Kremže v okrese Kremže. Náleží do širšího okolí údolí Wachau.

## Historie
Klášter byl založen roku 1083 pasovským biskupem Altmanem pro konvent augustiniánů kanovníků, ale již roku 1094 se zde usídlil konvent benediktinů z kláštera St. Blasien ze Schwarzwaldu. První a jedinou stojící románskou stavbou je kaple svaté Erentrudy. Archeologickým výzkumem byly odhaleny ještě základy románského kostela sv. Jiří, které jsou přístupné mimo současný klášter. Středověký rozmach následovaly požáry a drancování tureckými vojáky a devastace v období reformace. Od roku 1625 klášter náleží do rakouské kongregace benediktinů. Přestavbu klášterního areálu po požáru z roku 1718 pro opata Gottfrieda Bessela navrhl císařský dvorní architekt Johann Lucas von Hildebrandt po vzoru španělského Escorialu. Benediktinský klášter je dosud v provozu a se 45 mnichy patří k největším v Rakousku. V letech 1991–1996 byl zdejší otec opat (pater abbas) hlavou kongregace.

## Popis

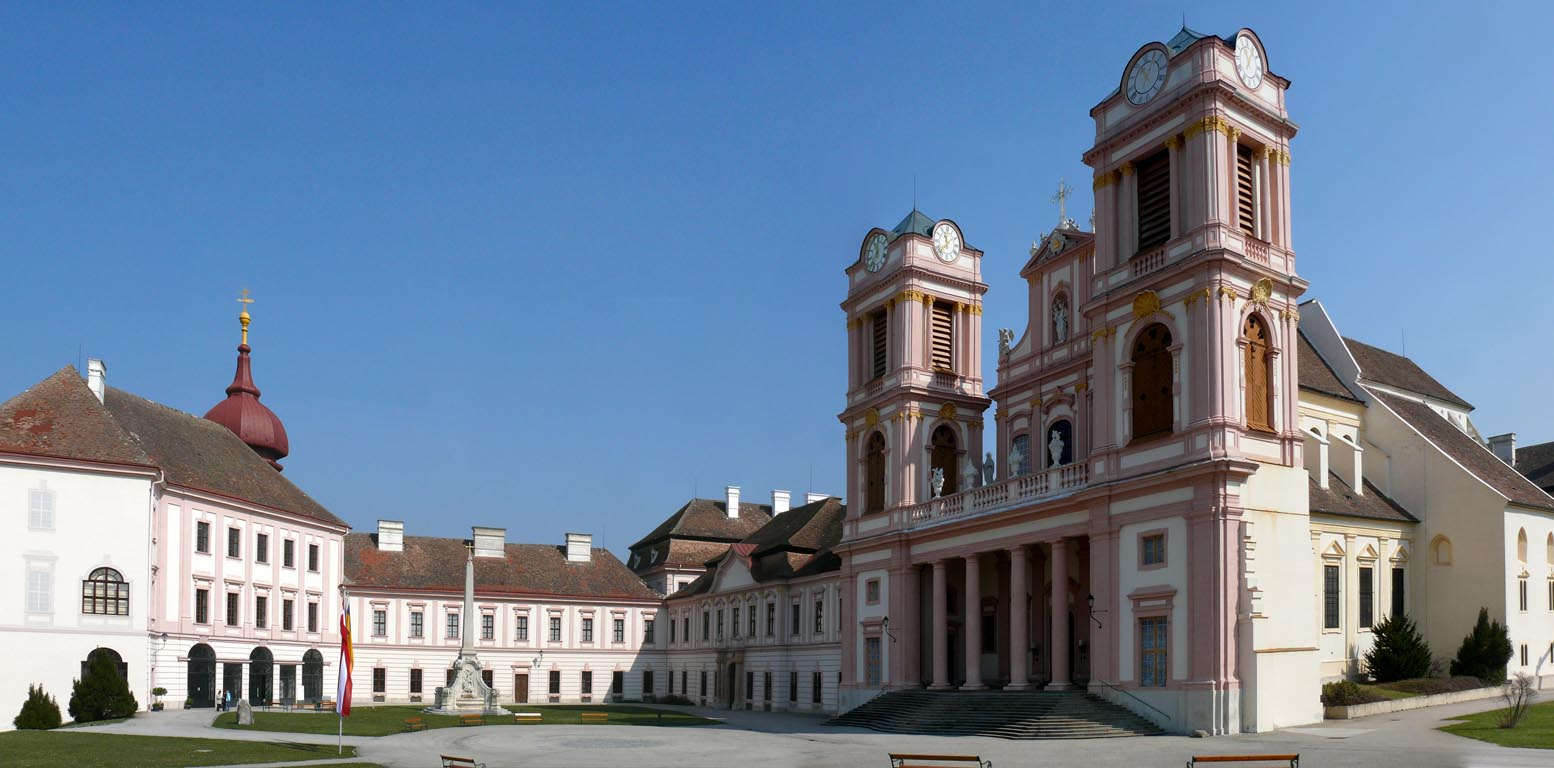
Kostel Nanebevzetí Panny Marie s barokním průčelím, gotickým zdivem lodi a závěru

- Opatství s prelaturou (jádro areálu, takzvaný hrad, nerealizovaný Hildebrandtův návrh měl celý klášter obehnat dvojitým pásem hradeb)
- Knihovna (v klauzuře) a klášterní muzeum  – rozsáhlé sbírky výtvarného umění vynikají mj. jednou z největších rakouských sbírek staré grafiky a kolekcí obrazů
- Císařské křídlo se slavnostním sálem s monumentálním schodištěm, jehož klenbu vymaloval Paul Troger v roce 1739 freskou Apoteóza císaře Karla VI., který je zobrazen jako bůh Apollón, projíždějící na zlatém voze taženém dvěma bělouši v oblacích mezi alegoriemi věd a umění. Patří k nejvýznamnějším malbám této epochy v Rakousku. Interiéry salónů jsou vybaveny tapetami, nástěnnou malbou a nábytkem v rokokovém stylu; pozoruhodná je kolekce francouzských gobelínů: krajiny s bukolickými scénami a hrátkami šlechty v přírodě, tzv. verdury.
- Kostel Nanebevzetí Panny Marie – trojlodní dvouvěžová bazilika, má sloupový portikus ve stylu římských antických staveb; v lodi využívá obvodové zdivo a závěr ze starší gotické stavby; oltářní obrazy sv. Benedikta a bl. Altmanna namaloval roku 1773 Martin Johann Schmidt, zvaný Kremser Schmidt. V barokní skříni jsou zasazeny vynikající varhany z roku 1922, rekonstruované v roce 1982.
- Chrámová krypta má gotické křížové klenby, jsou zde mj. pohřbeni: kníže Hadmar I. z Kuenringu(zemř.v květnu 1138), zakladatel blahoslavený Altmann (část ostatků je vystavena v relikviáři, hrobku kryje kamenná ležící socha bl. Altmanna z roku 1540), mnich-historik umění Gregor Martin Lechner († 2017) a další.
- Klášterní restaurace s venkovní terasou

V roce 2000 byl klášter zapsán mezi Světové dědictví UNESCO společně s klášterem v Melku a městem Krems an der Donau (česky: Kremže) jako součást „Kulturní krajiny Wachau“.

## Galerie

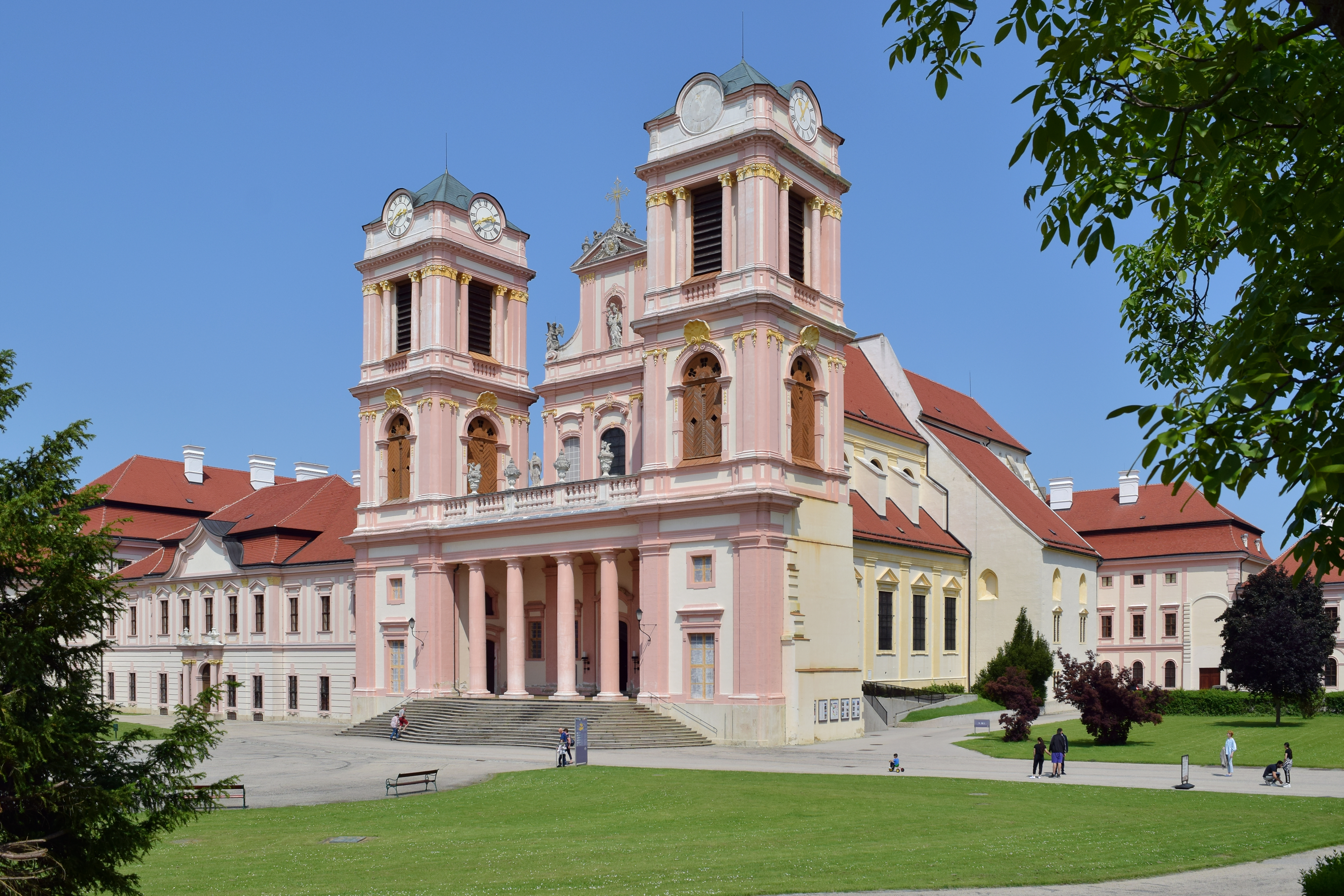
Kostel od západu
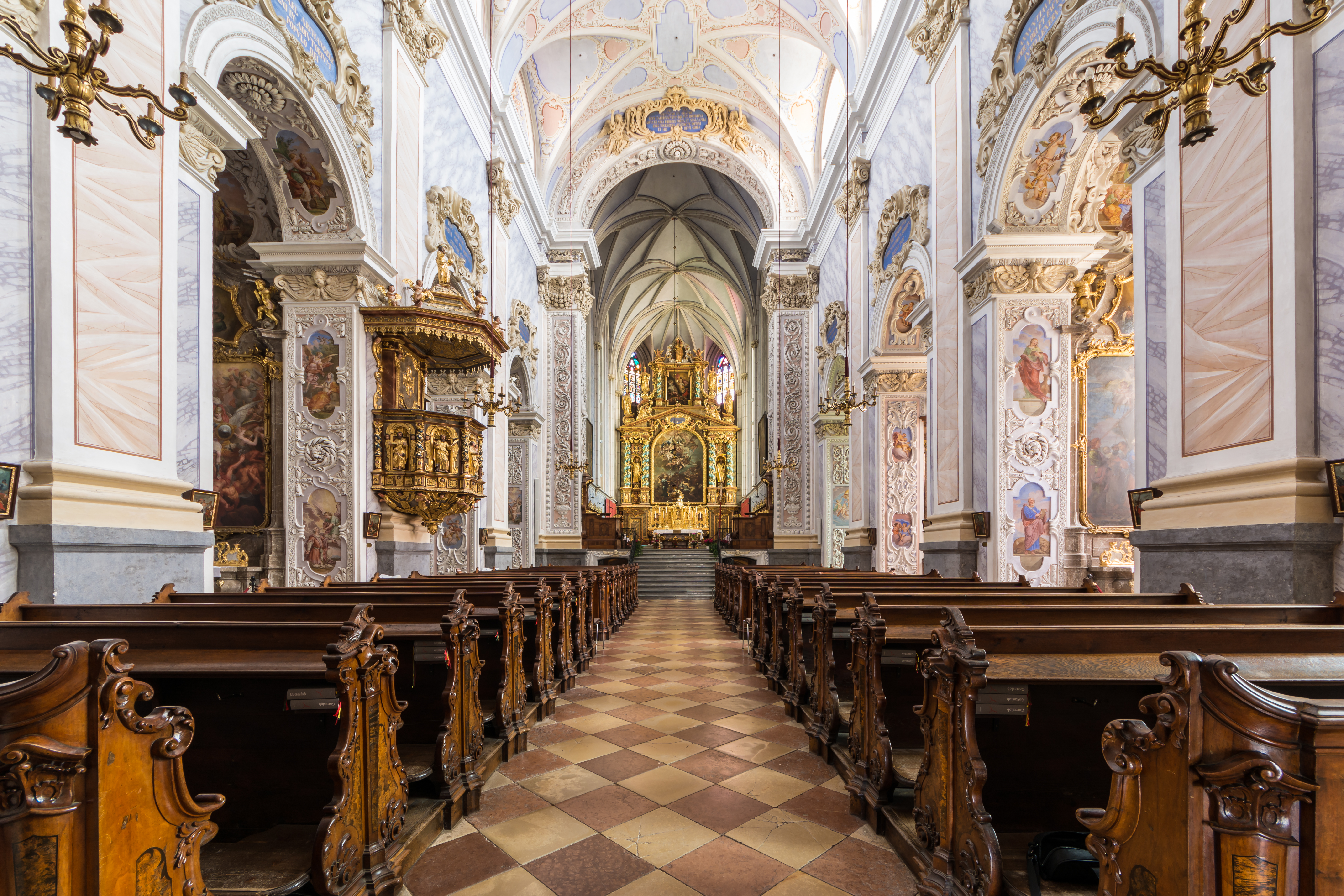
Pohled k hlavnímu oltáři
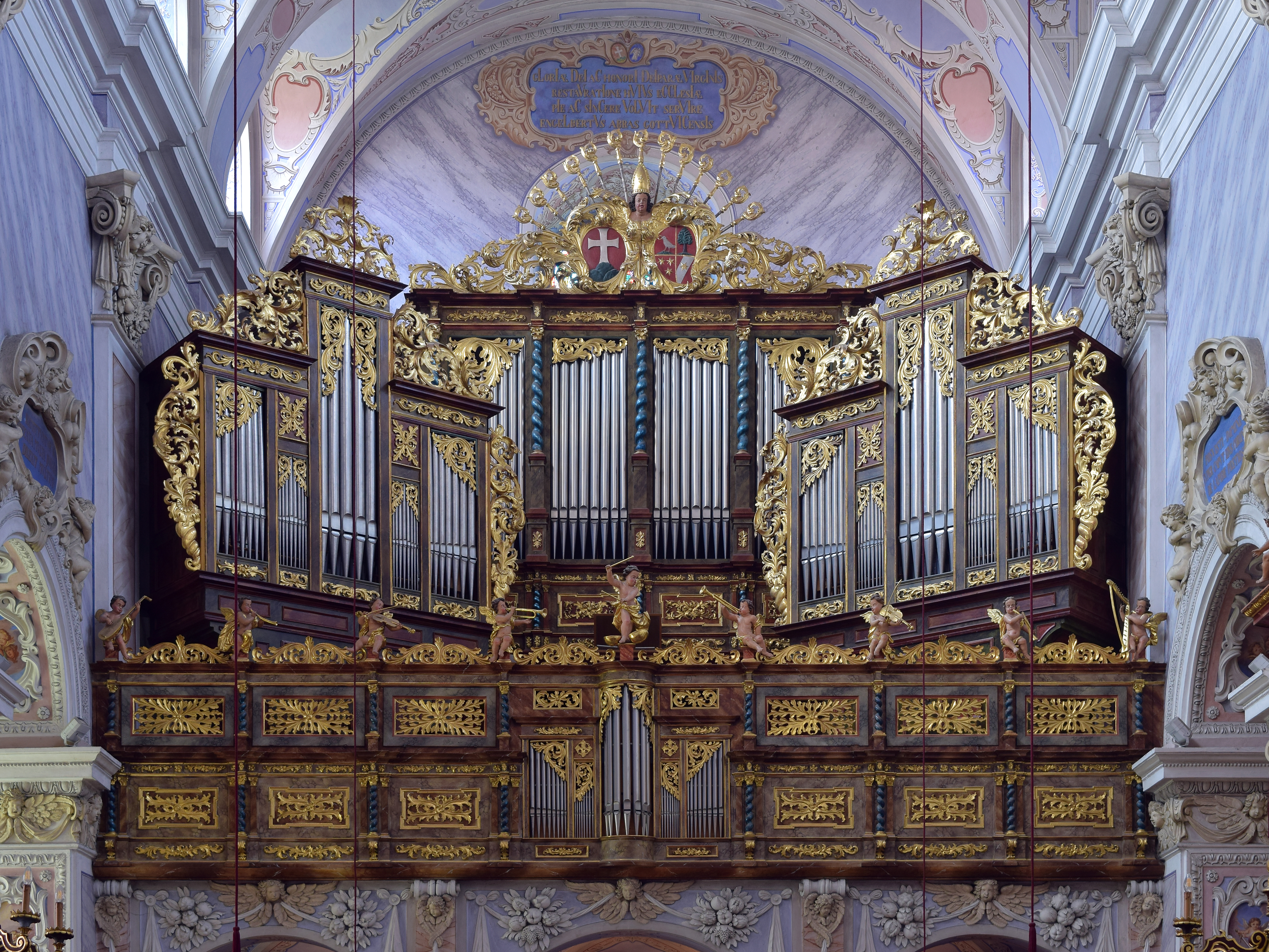
Pohled k varhanám
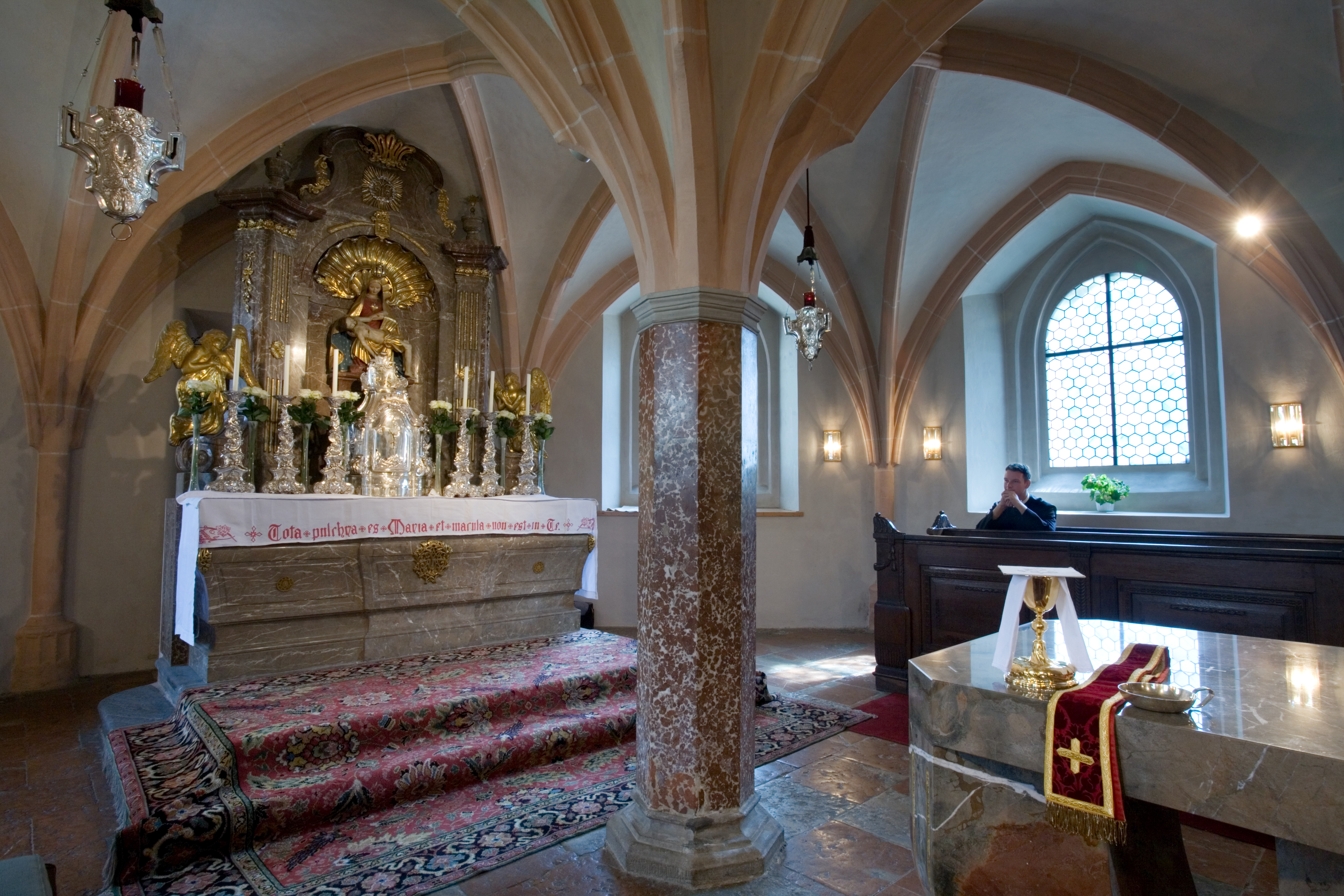
Gotická krypta
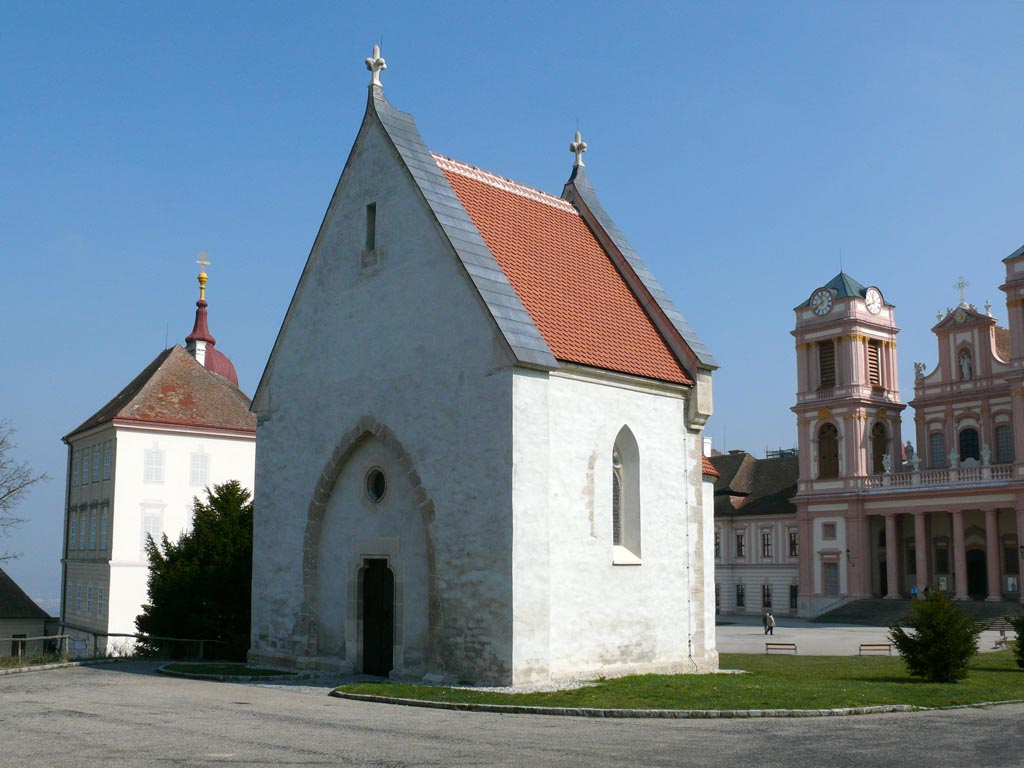
Kaple sv. Erentrudy
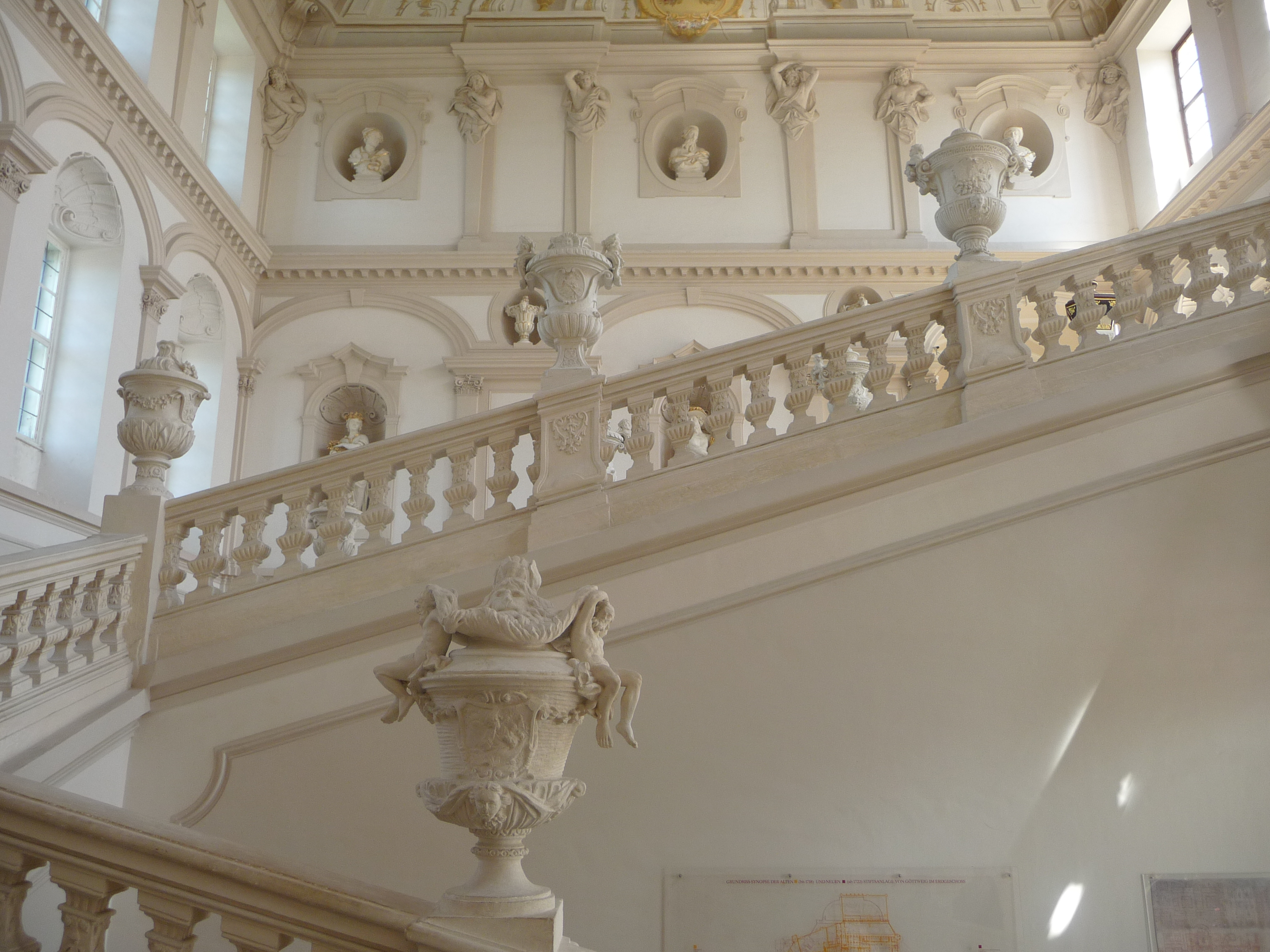
Schodiště císařského traktu
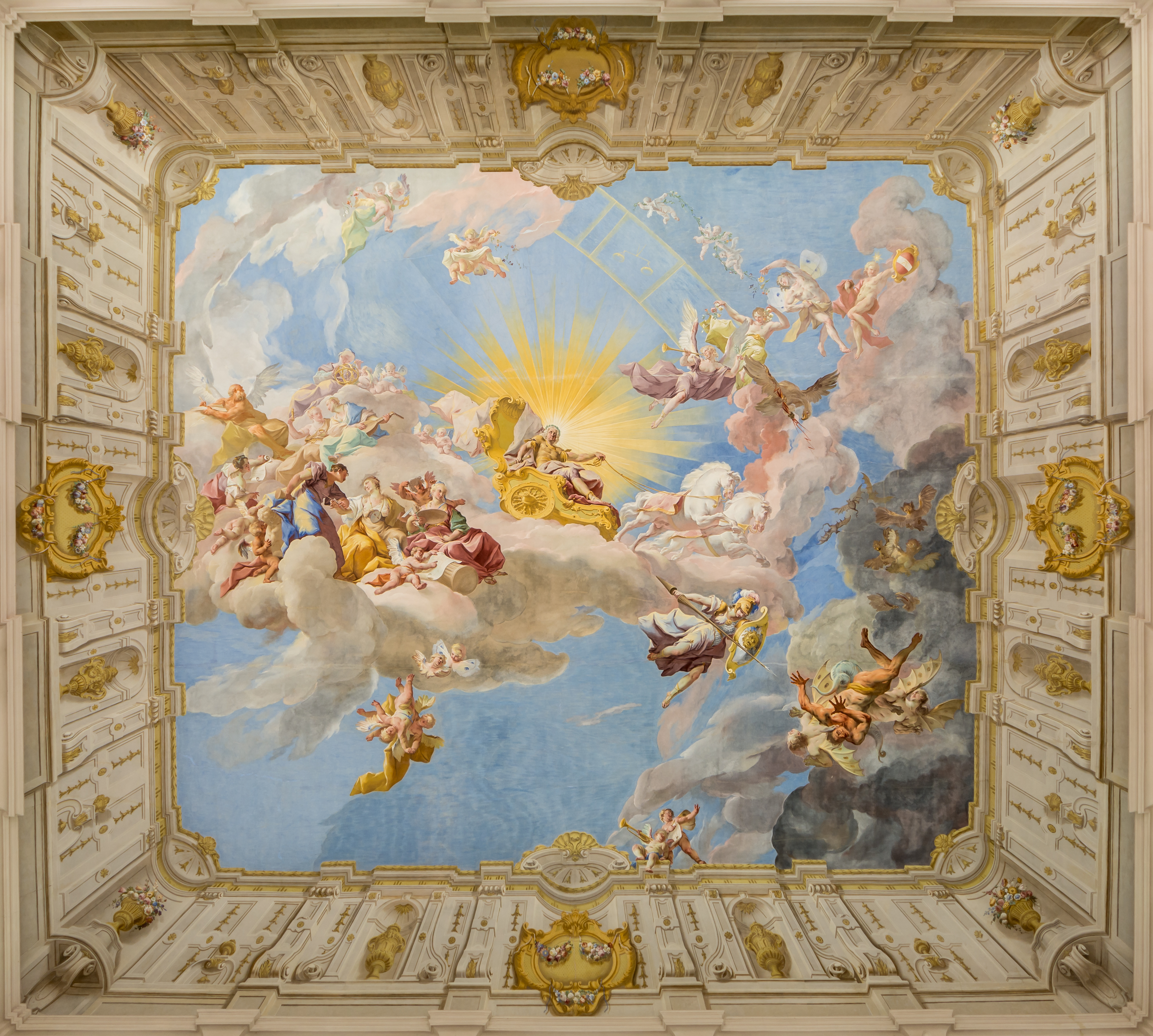
Apoteóza císaře Karla VI., Paul Troger, 1739
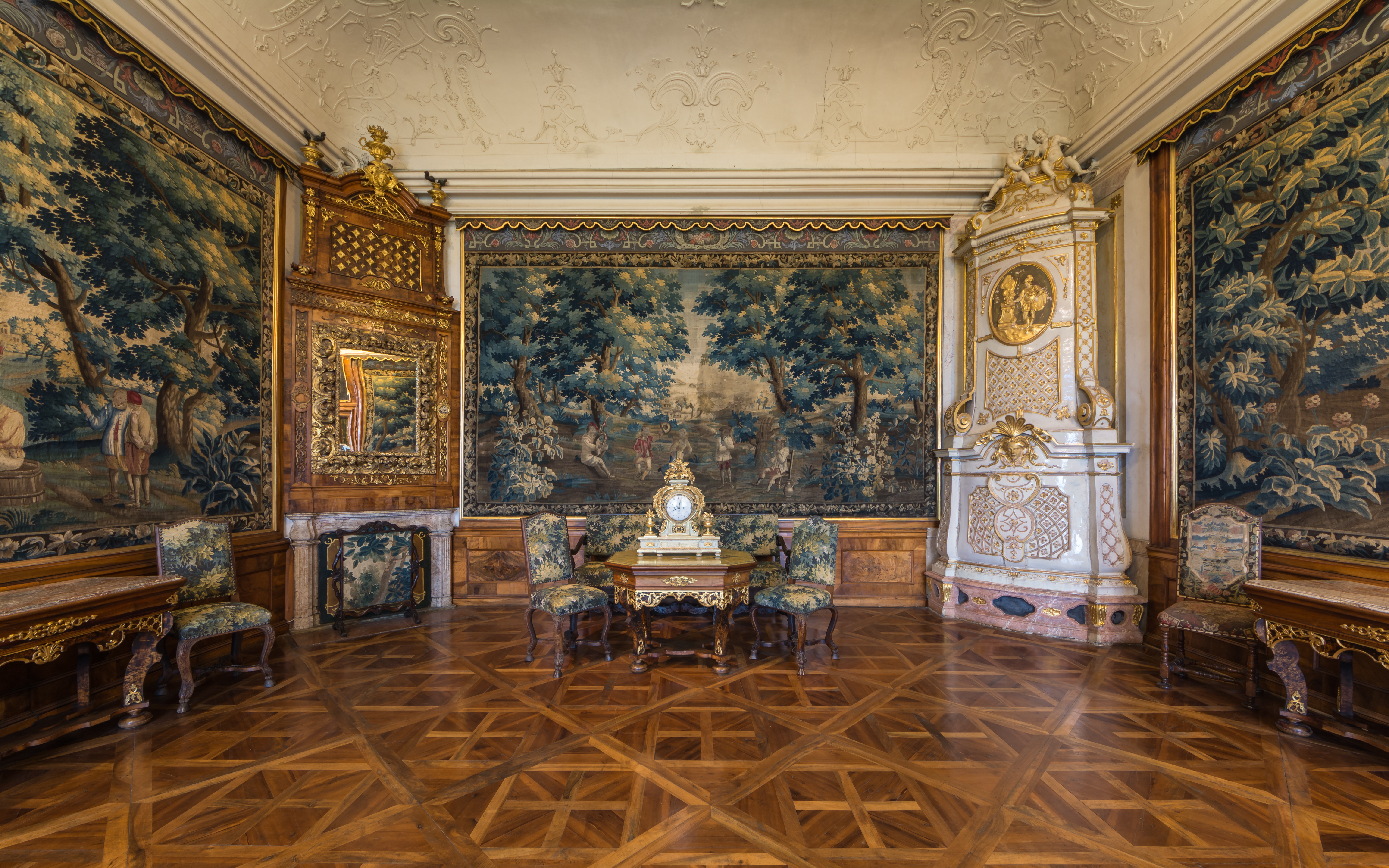
Gobelínový sál
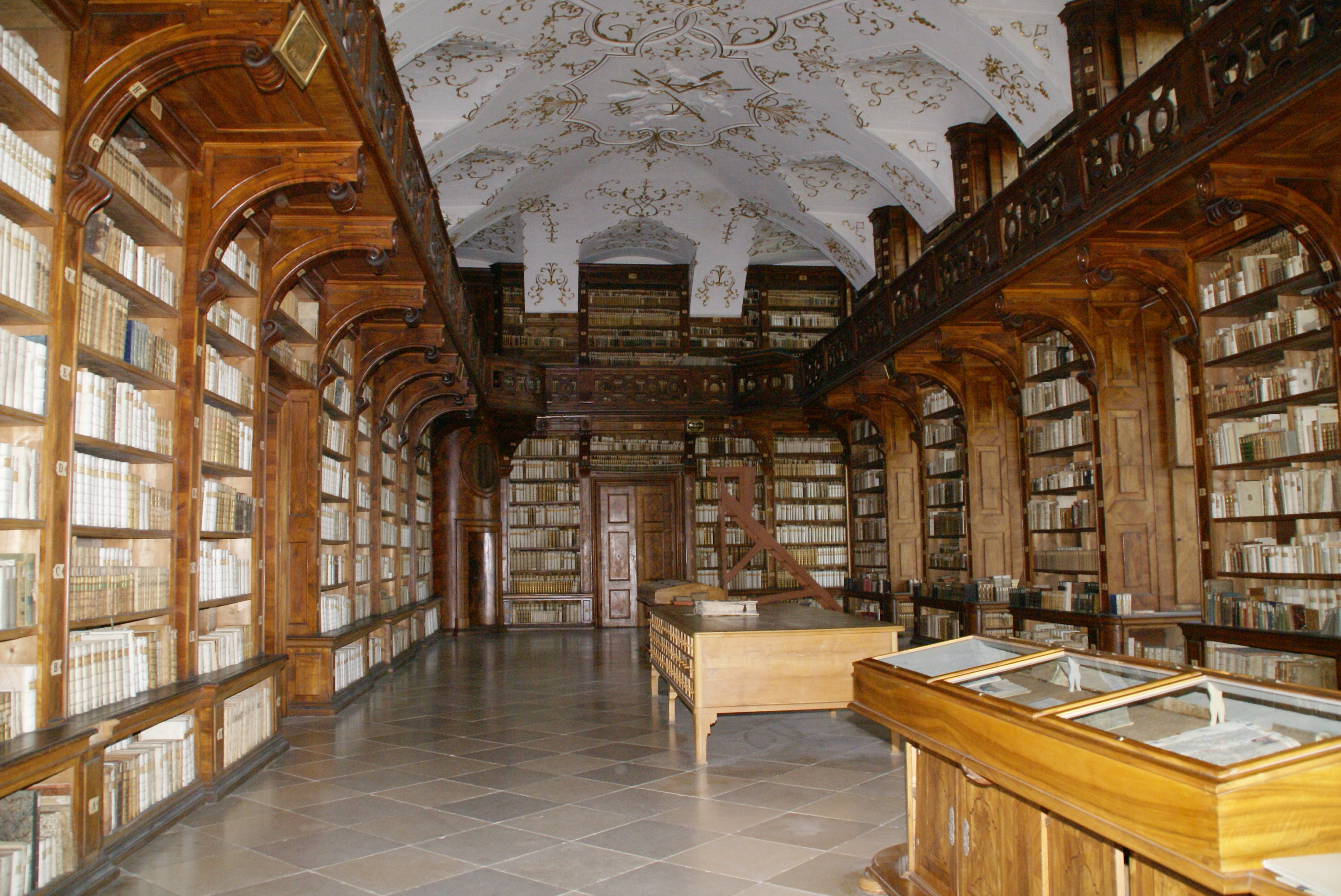
Knihovna
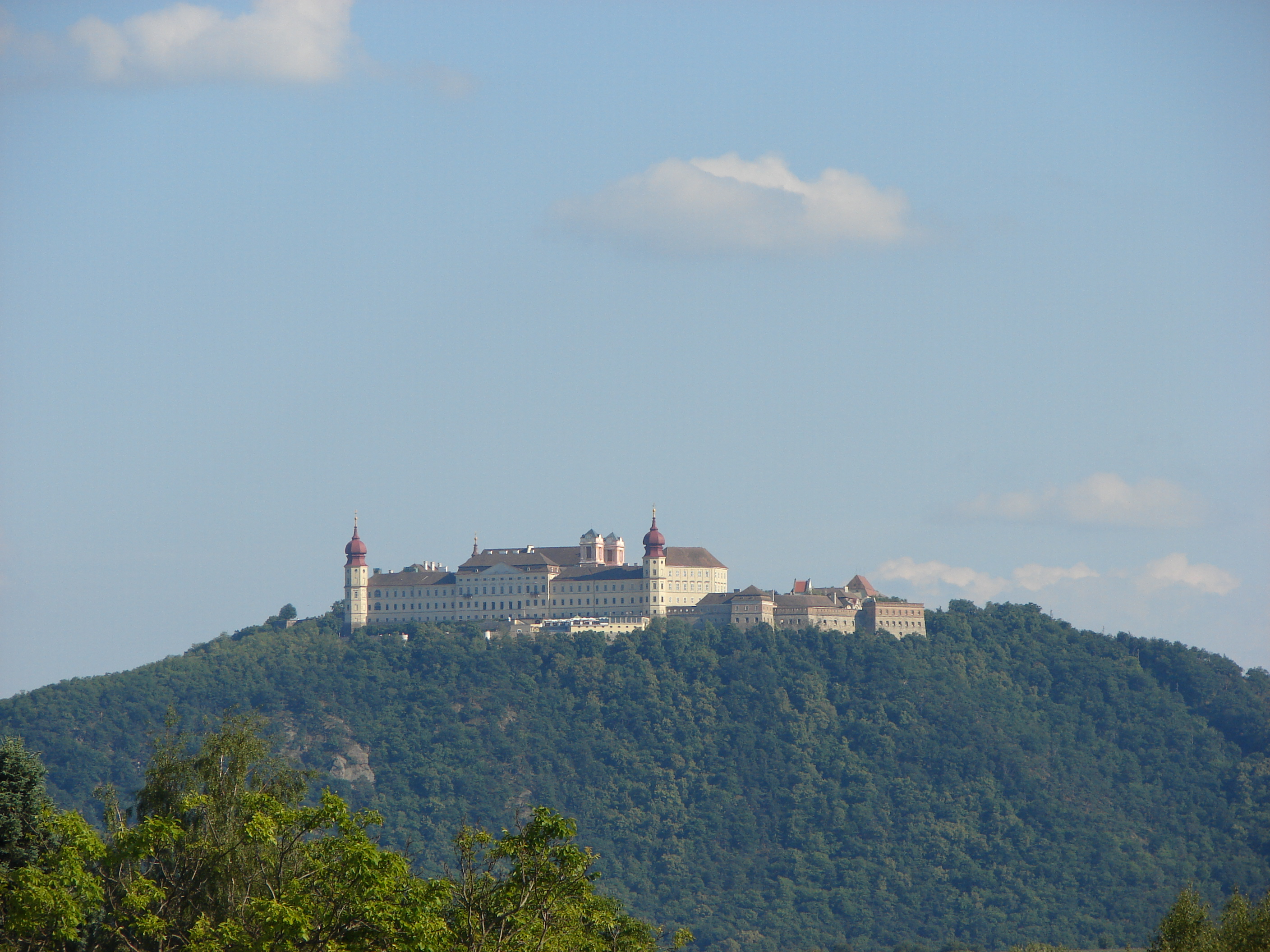
Pohled od severozápadu
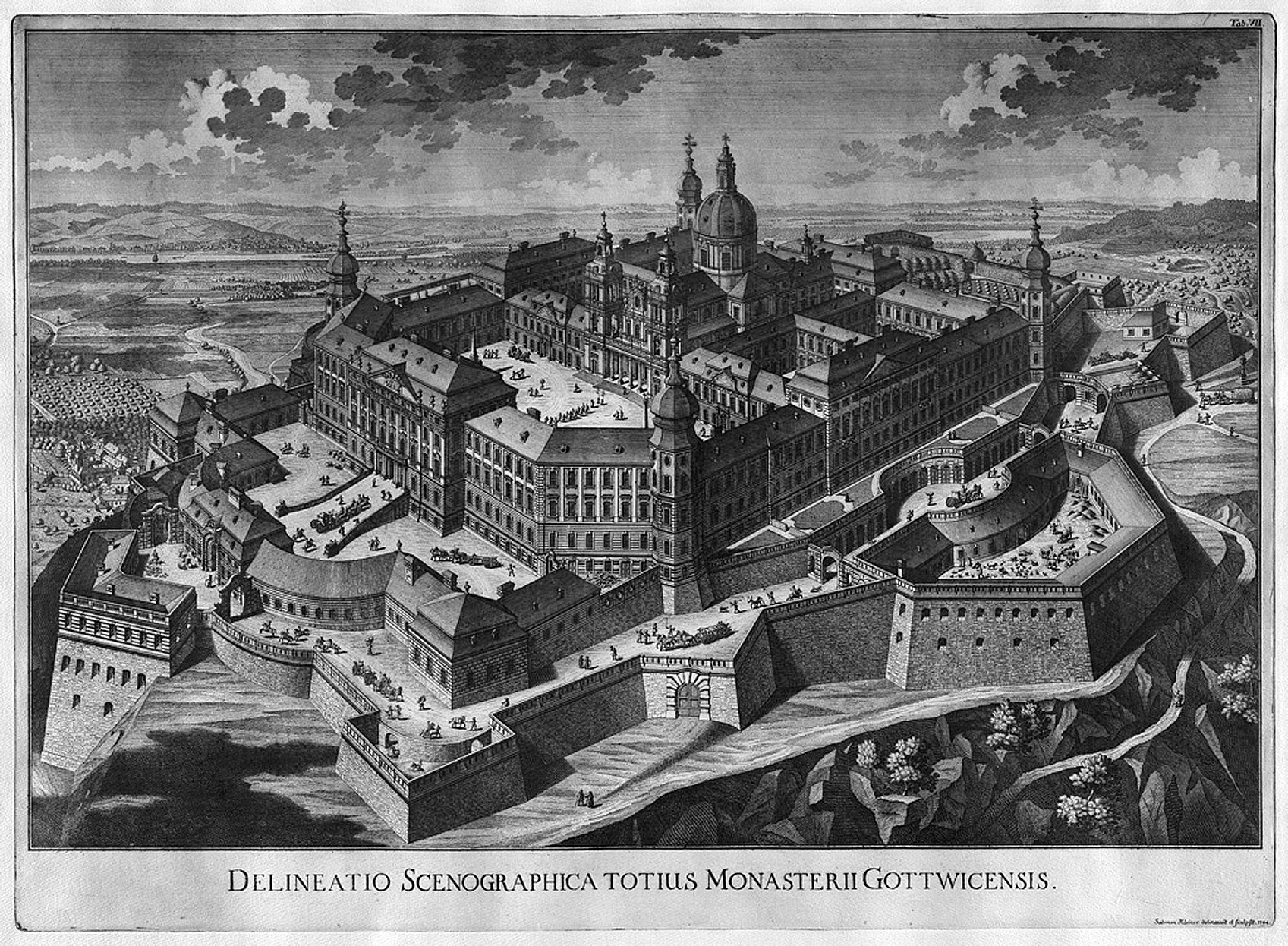
nerealizovaný Hildebrandtův projekt pevnosti

## Doprava
Před klášterem je konečná zastávka místního autobusu.